# Маасдам (сир)
Маасдам, Мааздамер, Маасдамер — голландський напівтвердий сир швейцарського стилю в основному з коров'ячого та іноді з козячого молока. Для сиру «Маасдам» характерні великі дірки та солодкаво-горіховий смак. Третій (15 %) за популярністю голландський сир після «Гауди» та «Едаму».

## Історія
Сир «Маасдам» отримав назву від села Маасдам (Південна Голландія), де він вироблявся ще з XIV століття. Промислове виробництво сиру «Маасдам» розпочалося у 1980-х рр. як альтернатива швейцарському сиру «Емменталь». Створений на основі «Емменталю» сир «Маасдам» відрізняється від нього: швидким дозріванням, а відповідно — дешевший; м'якістю та еластичністю, завдяки більш високому вмісту вологи.

## Характеристика
«Маасдам» має м'яку та пластичну консистенцію жовтого кольору, ніжний, солодкаво-горіховий смак, завдяки бактеріям, які додаються під час його виробництва. Сир має жовту шкірку, покриту воском. Серцевина сиру має дірки — 10—13 мм, утворені під час дозрівання.
У 100 г сиру «Маасдам» міститься близько 360 ккал, 28 г білка, 28 г жиру, 0 г вуглеводів.

## Виробництво
Для виготовлення сиру «Маасдам» в основному використовують коров'яче молоко, однак існують сорти виготовлені із козячого молока. Відразу після виробництва сир «Маасдам» виглядає так само як «Гауда» і «Едамер». Проте, після того, як починається процес дозрівання, сир набуває абсолютно іншої форми. Від продуктів життєдіяльності молочнокислих бактерій виділяється діоксид вуглецю, який утворює пухирці. У процесі дозрівання сиру вони перетворюються в дірки. Цей натуральний процес дозрівання також додає «Маасдаму» особливий аромат. Дозріває сир не менше чотирьох тижнів, що набагато швидше за інші голландські сири.
Виготовляється у вигляді кругів вагою 1—13 кг.
Сир «Маасдам» виробляється в Нідерландах, Німеччині, Польщі («Mazdamer») та ін.
В Україні сир «Маасдам» виробляється під марками «Мааздамер», «Маасдамер» на сирзаводах: Баштанський, Пирятинський (ТМ «Славія») ПАТ «Златокрай», Шостківський (ТМ «Шостка»), ТМ «Добряна».

## Використання
Сир «Маасдам» використовують для приготування сандвічів і закусок, а також страв, соусів і десертів. Найкраще смакує із десертним та плодовим вином.